# Gauwirtschaftsberater
Nach der „Machtergreifung“ der Nationalsozialisten wurden 1933 Gauwirtschaftsberater berufen, die die Gauleiter in wirtschaftlichen Fragen beraten sollten. Die Gauwirtschaftsberater waren vornehmlich für die Belange mittelständischer Unternehmen zuständig, ohne sich als deren Interessenvertretung zu verstehen. An der „Arisierung“ waren die Gauwirtschaftsberater durch die Ausschaltung von Juden aus der mittelständischen Wirtschaft beteiligt.

## Organisation
Auf Reichsebene beschäftigten sich ab 1930 mehrere Dienststellen der NSDAP mit wirtschaftlichen Fragen. In der Reichsleitung bestand eine Wirtschaftspolitische Abteilung, die ab 1931 von Otto Wagener geleitet wurde. Kurz nach seiner Berufung forderte Wagener die Gaue auf, jeweils ehrenamtliche wirtschaftspolitische Referenten in Abstimmung mit seiner Abteilung zu benennen. Kurz darauf wandelte sich die Bezeichnung zu Gauwirtschaftsreferenten und dann zu Gauwirtschaftsberater. Diese sollten um sich einen Gauwirtschaftsrat aus sogenannten Bezirksfachberatern berufen und leiten, der der Wirtschaftspolitischen Abteilung unterstand. Die Gauwirtschaftsberater waren darüber hinaus aufgefordert, auf der untergeordneten Ebene der NSDAP-Kreise Kreiswirtschaftsberater zu einzusetzen.
In einigen NS-Gauen hatten die Gauleiter bereits früher Gauwirtschaftsberater berufen, so in Hamburg bereits 1929 Fritz Meyer, der als „Gauberater der NSDAP für Wirtschaftsfragen“ bezeichnet und 1933 von Gustav Schlotterer abgelöst wurde. Auch Georg Lenk, ab 1933 Wirtschaftsminister von Sachsen, war nach unterschiedlichen Angaben seit 1930, 1931 oder 1932 Gauwirtschaftsberater.
Nach dem Ausschluss des Reichsorganisationsleiters Gregor Strasser im Dezember 1932 entstand die Politische Zentralkommission unter Rudolf Heß. Eine ihrer drei Abteilungen war die Kommission für Wirtschaftspolitik, deren Leitung Bernhard Köhler übertragen wurde. Im Verlauf des Jahres 1933 entstand ein Organisationsstrang, bestehend aus der Kommission für Wirtschaftspolitik auf Reichsebene, ehrenamtlichen Gauwirtschaftsberatern (GWB) als Mittelinstanz und ehrenamtlichen Kreiswirtschaftsberatern (KWB) als untere Instanz. Die Gauwirtschaftsberater wurden von den Gauleitern berufen und unterstanden ihnen politisch und disziplinär; sachlich war die Kommission für Wirtschaftspolitik den Gauwirtschaftsberatern vorgesetzt. Damit existierte, wie in vielen anderen Fällen auch, eine Doppelstruktur der gleichzeitigen Unterordnung unter die Gaue und die NSDAP-Zentrale. Im Gau Westfalen-Süd entstand diese Struktur im Frühjahr 1933; der bisherige Gauwirtschaftsrat entfiel. Die Kommission für Wirtschaftspolitik wurde im Juli 1939 nach dem Tod Köhlers aufgelöst und ihre Aufgaben als Gruppe III B (Wirtschaft und Soziales) in den Stab des Stellvertreters des Führers, ab 1941 als Parteikanzlei bezeichnet, überführt. Innerhalb der Gruppe III B bestand die Untergruppe 4 für Gauwirtschaftsberater. Nach der Ablösung Otto Wageners wurde die Kommission für Wirtschaftspolitik im Juli 1933 dem Fabrikanten Wilhelm Keppler sachlich unterstellt. Ab August 1933 leitete Keppler, der Hitler bereits vor 1933 beraten hatte, als „Beauftragter des Führers für Wirtschaftsfragen“ eine weitere Dienststelle, die der Reichskanzlei zugeordnet war. Keppler nahm regelmäßig an Tagungen der Gauwirtschaftsberater teil.
Den Gauwirtschaftsberatern waren jeweils zwei bis sechs hauptamtliche, von der Partei oder auch extern bezahlte Mitarbeiter zugeordnet. Vereinzelt blieben die Gauwirtschaftsberater auch gänzlich ohne Mitarbeiter.
Mit der Großindustrie hatten die Gauwirtschaftsberater wenig Berührungspunkte, da diese vor allem mit der Vierjahresplanbehörde verhandelte.

## Personen
Die Gauwirtschaftsberater waren vielfach junge, ideologisierte, ehrgeizige und aufstiegsorientierte kaufmännische Angestellte und mittlere Beamte, einige von ihnen waren promovierte Juristen, Ökonomen oder Naturwissenschaftler bzw. Ingenieure.
Nach der Machtübernahme durch die NSDAP gelang vielen Gauwirtschaftsberatern ein zum Teil erheblicher finanzieller und gesellschaftlicher Aufstieg. Im Jahr 1934 waren 41 Prozent von ihnen hauptamtlich in öffentlich-rechtlichen Körperschaften oder Behörden angestellt, häufig in einer Gewerbekammer, 14 Prozent erhielten Vorstandsposten in größeren Unternehmens oder gründeten ein solches und sieben Prozent besetzten hauptamtliche Parteiposten. 44,1 Prozent standen zu diesem Zeitpunkt ehrenamtlich einer Kammer vor oder gehörten deren Vorstand an und 23,5 Prozent hatten ein Reichstags- oder Landtagsmandat inne.
Personelle Wechsel in dieser Funktion erfolgten vor allem in der Frühphase von 1932 bis 1933. Für diese Zeit sind 32 Amtswechsel nachgewiesen. Von den Mitte 1931 bekannten Gauwirtschaftsberatern waren 1934 noch fünf im Amt. Auf ideologischer Ebene dürfte dies vor allem auf das schnelle Abgehen der NSDAP von älteren nationalrevolutionären Vorstellungen und einem Ständestaat zurückzuführen sein. Von 1934 bis 1940 folgten 24 Amtswechsel. Von 1941 bis 1943 kamen weitere 15 Wechsel hinzu, wohl vor allem wegen Einberufungen zum Kriegsdienst und des Verbots der Ämteranhäufung durch die NSDAP-Zentrale. Vier Gauwirtschaftsberater waren durchgängig von 1931 bis 1945 im Amt.
86 Prozent der Gauwirtschaftsberater waren bereits vor der „Machtergreifung“ NSDAP-Mitglieder geworden, rund ein Viertel vor 1929. Ihr Altersdurchschnitt lag etwas unter dem typischer Führungspersonen in Unternehmen. Mehr als 90 % von ihnen waren Angehörige der Ober- und Mittelschicht, während in der gesamten NSDAP rund 35 % der Mitglieder der Unterschicht angehörten.
Die folgende Zusammenstellung enthält Angaben verschiedener Quellen.
| Gau                                                                                  | Name                                                        | Beruf/Funktion |
| Ausland                                                                              | Alfred Heß                                                  | Wirtschaftsamt der Auslandsorganisation der NSDAP, Hamburg |
| Baden; nach 1941 Baden-Elsaß                                                         | Clemens Kentrup (1897–1945)                                 | Direktor des Aluminiumwerk Tscheulin, Teningen; Präsident der IHK Baden 1933–1936 |
| Bayreuth                                                                             | Ludwig Linhardt                                             | Wirtschaftsberater, Inhaber eines Treuhandbüros, Bayreuth |
| Groß-Berlin                                                                          | Heinrich Hunke (1902–2000)                                  | MdR; Vizepräsident des Werberats der deutschen Wirtschaft; Vorstandsmitglied der Deutschen Bank 1944–1945; 1955 Ministerialdirigent im Finanzministerium Niedersachsen                                        |
| Mark Brandenburg                                                                     | Hans Kehrl (1900–1984)                                      | Textilfabrikant, Präsident der IHK Niederlausitz; Präsident des Rüstungsamtes beim Generalbevollmächtigten für Rüstungsaufgaben, Albert Speer                                                                 |
| Danzig                                                                               | Johannes-Kurt Schimmel (1892–1941)                          | Senator der Freien Stadt Danzig; Präsident der Hauptwirtschaftskammer Danzig |
| Düsseldorf                                                                           | Josef Klein (1890–1952); GWB 1932–1936                      | MdR; Treuhänder der Arbeit für das Wirtschaftsgebiet Westfalen |
| Düsseldorf                                                                           | Emeran Georg Amon (1902–); geb. in München; GWB ab 1936     | Hauptgeschäftsführer sowohl der IHK und Wirtschaftskammer Düsseldorf |
| Essen                                                                                | Paul Wilhelm Georg Hoffmann (1879–1949)                     | Fabrikdirektor, Ratsherr der Stadt Essen und Handelsgerichtsrat am Landgericht Essen |
| Halle-Merseburg                                                                      | Walter Trautmann (1906–1983); GWB bis 1937                  | Journalist und Kaufmann, Hauptschriftleiter der Mitteldeutschen Nationalzeitung; nach 1945 Wirtschaftsredakteur verschiedener Zeitungen                                                                       |
| Halle-Merseburg                                                                      | Eugen Möllney (1890–1976); GWB 1937–1941                    | Chemiker, ab 1939 Betriebsleiter der Orgacid-Werke; nach 1945 in Bonn |
| Hamburg                                                                              | Fritz Meyer (1881–1953); GWB ab 1929;                       | 1933 Präsident der Hamburger Bürgerschaft; Vizepräsident der IHK Hamburg; 1. Vorsitzender des Reichsverbandes des Deutschen Groß- und Überseehandels                                                          |
| Hamburg                                                                              | Gustav Schlotterer (1906–1989); GWB 1933–1935;              | Präsident der Behörde für Wirtschaft in Hamburg; nach 1945 Manager in der Stahlindustrie in Düsseldorf |
| Hamburg                                                                              | Carlo Otte (1908–); GWB 1935–1945                           | Kaufmann; Chef des „Führungsstabs Wirtschaft“ in Hamburg; ab 1940 Leiter der Hauptabteilung Volkswirtschaft beim Reichskommissariat Norwegen                                                                  |
| Hamburg                                                                              | Otto Wolff (1907–1991); GWB ab 1940 kommissarisch           | Aufsichtsratsmitglied der Hamburger Wasserwerke, Verwaltungsratsmitglied der Neuen Sparkasse von 1864; Ligaspieler FC St. Pauli                                                                               |
| Hannover-Ost                                                                         | Rudolf Rühle                                                | Syndikus der IHK, Harburg-Wilhelmshaven |
| Hannover-Süd-Braunschweig                                                            | Friedrich Jakob Fey                                         | Direktor und stv. Vorstandsmitglied Continental Gummi-Werke A.-G., Hannover |
| Hannover-Süd-Braunschweig                                                            | Julius Maier                                                | Privatbankier der Julius Maier & Comp. Hannover; Präsident der niedersächsischen Börse; Konsul von Estland |
| Hessen-Nassau                                                                        | Karl Eckardt (1896–1953); GWB bis 1943                      | Prokurist bei den Adlerwerken, Frankfurt am Main (1934) |
| Hessen-Nassau                                                                        | Wilhelm Avieny (1897–1983); GWB ab 1943                     | Generaldirektor der Nassauischen Landesbank Wiesbaden, Vorsitzender des Aufsichtsrats der Metallgesellschaft AG Frankfurt, Vizepräsident der IHK Frankfurt                                                    |
| Köln-Aachen                                                                          | Kurt Freiherr von Schröder (1889–1966)                      | Bankier und Generalkonsul von Schweden; Präsident der IHK Köln und der Wirtschaftskammer Köln |
| Köln-Aachen                                                                          | Karl Georg Schmidt (1904–1940); GWB ab 1931                 | Kölner Oberbürgermeister; Hauptgeschäftsführer der IHK Köln |
| Koblenz-Trier                                                                        | Rudolf Schmidt                                              | Fabrikant, Direktor der C. S. Schmidt Drahtwerke AG, Niederlahnstein |
| Kurhessen                                                                            | Rudolf Braun (1889–1975)                                    | Inhaber der Uzara-Werke für pharmazeutisch-chemische Präparate in Melsungen, MdR, Präsident der IHK Kassel-Mülhausen                                                                                          |
| Magdeburg-Anhalt                                                                     | Johannes Müller (* 1887); GWB bis 1935.                     | Geschäftsführer der Junkers Flugzeug- und Motorenwerke, Präsident der IHK Dessau |
| Magdeburg-Anhalt                                                                     | Martin Nathusius (1883–1941); GWB 1935–1939                 | Geschäftsführer der Polte-Werke, Vizepräsident der IHK Magdeburg 1931 |
| Magdeburg-Anhalt                                                                     | Walter Jander (1904–)                                       | Direktor und Syndikus der Junkers Flugzeug- und Motorenwerke AG in Dessau; Mitglied der Arbeitskammer des Gaues Magdeburg-Anhalt                                                                              |
| Mark Brandenburg                                                                     | Hellmut Börnicke (1891–); geb. in Berlin                    | Generaldirektor der Brandenburgischen Provinzialbank und Girozentrale |
| Mainfranken                                                                          | Kurt Hasslinger                                             | Wirtschaftsberater, Würzburg |
| Mecklenburg                                                                          | Hennecke von Plessen (1894–1968), GWB 1933–1942             | Landwirt, Geheimdienstoffizier der Wehrmacht, Kurzen Trechow/Langen Trechow |
| Mecklenburg                                                                          | Fritz Montag, GWB 1942–1945                                 | Gauobmann der Deutschen Arbeitsfront (DAF) |
| Mittelfranken                                                                        | Georg Schaub (1885–); geb. in Mainz                         | Präsident der IHK Nürnberg |
| München-Oberbayern                                                                   | Hans Buchner (1896–1971)                                    | ab 1933 Wirtschaftsexperte der Münchner NSDAP und Geschäftsführer der IHK München |
| München-Oberbayern                                                                   | Alfred Pfaff (1872–1954)                                    | Industrieller; MdR; Chemiker und Verfahrenstechniker in der Eisenhütten- und Erdölindustrie; Wirtschaftswissenschaftler                                                                                       |
| Niederdonau                                                                          | Heinz Birthelmer (1884–1940); GWB 1938–1940                 | Ingenieur; Generaldirektor der Eisenstädter Elektrizitäts AG, stv. Landeshauptmann Niederdonau |
| Niederdonau                                                                          | Lorenz Rhomberg (1896–1976); GWB ab 1940                    | Industrieller, Gesellschafter der Textilfirma Herrburger & Rhomberg in Dornbirn, Leiter der Wirtschaftskammer Wien und Niederdonau; nach 1945 Geschäftsführer seiner Firma; 1962 Ernennung zum Kommerzialrat. |
| Niederschlesien                                                                      | Johannes H. Meyer                                           | Direktor der Waggon- und Maschinenbau A.-G., Görlitz |
| Niederschlesien                                                                      | Otto Fitzner (1888–1946)                                    | Bergwerksdirektor; Senator der Kaiser-Wilhelm-Gesellschaft seit 1937; Präsident der IHK Breslau; Aufsichtsrat der Deutschen Bank seit 1943                                                                    |
| Franken                                                                              | Otto Strobel                                                | Direktor der AEG Nürnberg; Präsident der IHK Nürnberg 1937–1939 |
| Oberösterreich                                                                       | Oskar Hinterleitner (1891–1978)                             | Hafner; Geschäftsführer und Teilhaber der Ersten Linzer Tonöfenfabrik Schadler; 1938–1944 Präsident der IHK sowie der Wirtschaftskammer Linz; nach 1945 Mitarbeiter der IHK Linz                              |
| Oberschlesien                                                                        | Hans Joachim Radmann (1902–1945)                            | Bergwerksdirektor, Beuthen |
| Oberschlesien                                                                        | Johannes Meier GWB 1937                                     | |
| Oberschlesien                                                                        | Arthur Jakob GWB 1939                                       | |
| Ostpreußen                                                                           | Waldemar Magunia (1902–1974)                                | Bäckermeister, MdR, Gauobmanns der Deutschen Arbeitsfront (DAF) in Ostpreußen, Präsident der Handwerkskammer Ostpreußen, Landeshandwerksmeister, Königsberg                                                   |
| Pommern                                                                              | Ernst Jarmer                                                | Landeshauptmann der Provinz Pommern, Stettin |
| Pommern                                                                              | Erwin Fengler (1896–1980)                                   | Textilfabrikant, Inhaber der Sack- und Planfabrik Stettin, Präsident der IHK Stettin |
| Rheinpfalz                                                                           | Wilhelm Bösing (1902–1949)                                  | Lehrer; Regierungsrat im Reichskommissariat für das Saarland tätig; MdR, Neustadt a. d. H. |
| Saargebiet                                                                           | Hermann Savelkouls                                          | Wirtschaftsberater der Deutschen Front, Saarbrücken; Führer des Trutzbundes für wirtschaftliche Gerechtigkeit im Saargebiet; ab 1935 Hauptgeschäftsführer der IHK Frankfurt                                   |
| Sachsen                                                                              | Georg Lenk (1888–1946/7); GWB circa 1931–1933, 1936–1941    | Inhaber einer Spitzen- und Wäschefabrik, Wirtschaftsminister von Sachsen, MdR |
| Sachsen                                                                              | Hans Müller                                                 | Kaufm. Vertreter, Dresden |
| Salzburg                                                                             | Erich Gebert (1895–1978)                                    | Jurist und Wirtschaftsberater; Präsident der IHK Salzburg ab 1941 |
| Schlesien-Mitte                                                                      | Maximilian Hettmer                                          | Großhandelskaufmann, Generalbevollmächtigter der Fa. H. W. Tietze, Breslau |
| Schleswig-Holstein                                                                   | Albert Malzahn (1899–)                                      | Geschäftsführer, Elmshorn; Präsidenten der IHK Kiel 1934–1943; Vorsitzender der Landesbank der Provinz Schleswig-Holstein                                                                                     |
| Schwaben                                                                             | Otto Jung (1896–1942)                                       | Direktor des Reichsverbandes der Bekleidungsindustrie, Lindenberg/Allgäu |
| Steiermark                                                                           | Alfred Fleischmann (1907–); geb. in Graz                    | SS-Standartenführer |
| Steiermark                                                                           | Armin Dadieu (1901–1978)                                    | Chemiker und Raketenexperte an der Universität Graz; Leiter der Wirtschaftskammer Südmark in Graz; nach 1945 u. a. Ltr. des Instituts für Raketentreibstoffe in Stuttgart                                     |
| Sudetengau                                                                           | Wolfgang Richter (1901–1958)                                | Bauingenieur; Mitglied des Prager Abgeordnetenhauses; MdR; Vorsitzender des Aufsichtsrates der Kreditanstalt der Deutschen in Reichenberg                                                                     |
| Thüringen                                                                            | Heinrich Bichmann (1884–); GWB ab 1931                      | MdL Thüringen; Staatskommissar für Wirtschaft (Industrie- und Handelskammern) in Thüringen |
| Thüringen                                                                            | Otto Eberhardt (1890–1939); GWB bis 1939                    | Ingenieur, Bergwerksdirektor einer Montanwachsfabrik in Karlsbad, Ministerialrat im Thüringischen Wirtschaftsministerium, Weimar                                                                              |
| Thüringen                                                                            | Walther Schieber (1896–1960); GWB ab 1939                   | Chemiker, Vorstandsvorsitzender der Thüringischen Zellwolle AG in Schwarza; Leiter der Industrieabteilung der Wirtschaftskammer Thüringen                                                                     |
| Tirol-Vorarlberg                                                                     | Otto Wildgruber (1898–); geb. in Arco; GWB bis 1939;        | |
| Tirol-Vorarlberg                                                                     | Hans Georg Bilgeri (1898–1949); geb. in Brixen; GWB ab 1939 | Rechtsanwalt; SS-Oberführer; Gaubeauftragter für die Umsiedlung der Südtiroler |
| Weser-Ems                                                                            | Hermann Fromm (1896–); geb. in Neuende                      | Bettfedern- und Daunenfabrikant; Mitglied des Verwaltungsrates der Bremer Landesbank; Ltr. Fachuntergruppe Bettfedernindustrie                                                                                |
| Westfalen-Nord                                                                       | Adolf Mittag (1902–); geb. in Nürnberg                      | Geschäftsführer der IHK Münster |
| Westfalen-Nord                                                                       | Christian Franke (1891–1972)                                | Industrieller, MdR, Präsident der Industrie- und Handelskammer in Münster, Aufsichtsratsmitglied der Landesbank und Sparkassenzentrale für Westfalen                                                          |
| Westfalen-Süd                                                                        | Paul Pleiger (1899–1985);                                   | Ingenieur; Fabrikant, Bochum; Generaldirektor der „Reichswerke Hermann Göring“ |
| Wien                                                                                 | Walter Rafelsberger (1899–1989)                             | Vorsitzender der Ersten Österreichischen Sparkasse; nach 1945 Generalvertreter der Jenbacher Motorenwerke für Italien in Südtirol                                                                             |
| Württemberg-Hohenzollern                                                             | Oswald Lehnich (1895–1961)                                  | Nationalökonom an der Universität Tübingen; Württembergischer Wirtschaftsminister, Präsident der Reichsfilmkammer 1935–1939                                                                                   |
| Württemberg-Hohenzollern, (seit 1936, zuvor stellvertretender Gauwirtschaftsberater) | Walter Reihle (1896-); geb. in Schorndorf                   | Präsident des Württembergischen Sparkassen- und Giroverbandes (1938–1945) |

## Aufgaben
Hauptaufgabe der Gauwirtschaftsberater war die Beratung des Gauleiters in wirtschafts- und sozialpolitischen Fragen. Welchen Umfang diese Beratung einnahm, lässt sich kaum rekonstruieren, da die Beratung überwiegend mündlich erfolgt sein dürfte und damit nicht aktenkundig wurde. Offenbar hing es von den Persönlichkeiten des Gauleiters und seines Gauwirtschaftsberaters ab, inwieweit die Gauwirtschaftsberater sich Gehör verschaffen konnten. Für den Gau Westfalen-Süd wird das Verhältnis zwischen Gauleiter Josef Wagner und Gauwirtschaftsberater Paul Pleiger als „ein auf gegenseitigen Respekt beruhendes Vertrauensverhältnis“ beschrieben. Mit dem Wechsel Wagners nach Schlesien 1934 übernahm faktisch sein Stellvertreter Emil Stürtz die Gauleitung, der ohne Beteiligung des Gauwirtschaftsberaters über wirtschaftspolitische Fragen entschied. Dies führte zu folgenlosen Protesten Pleigers. Pleiger standen als Gauwirtschaftsberater ab 1934 zwei hauptamtliche Kräfte zur Seite, denen Pleiger auf Grund einer Vielzahl anderer Funktionen nach und nach nicht nur Routineangelegenheiten, sondern auch politische Entscheidungen überließ. Es entwickelte sich ein bürokratisch geprägter Amtsstil, der einher ging mit der Bürokratisierung des gesamten Gauapparats.
Zu den weiteren Aufgaben der Gauwirtschaftsberater zählte die Mitwirkung an einer als „Menschenführung“ bezeichneten Einflussnahme auf die Bevölkerung mit dem Ziel, die nationalsozialistische Herrschaft zu festigen. Zu den Tätigkeiten bei der „Menschenführung“ zählten:
1. Die Überwachung der Stimmung durch Monatsberichte: Die Gauwirtschaftsberater hatten seit Frühjahr 1934 der Kommission für Wirtschaftspolitik Monatsberichte vorzulegen. Weiterhin steuerten sie Angaben zur Wirtschaftspolitik zum monatlichen Bericht des Gauleiters an den Stab des Stellvertreters des Führers bei.
2. Propaganda: Hierzu zählte das Verfassen von Zeitungsartikeln, die Verbreitung von Propagandamaterial sowie die Tätigkeit als Redner. Der Bevölkerung sollten die wirtschaftlichen Grundauffassungen im Zusammenhang mit aktuellen Angelegenheiten vermittelt werden, da – wie es auf einer Tagung von Kreiswirtschaftsberatern hieß – „die wirtschaftspolitische Gleichrichtung aller Volksgenossen Vorbedingung […] für den Erfolg ist.“[28] Die Rednertätigkeit hatte den Besitz eines Fachrednerausweises zur Voraussetzung; die Reden sollten sich dabei nicht in wissenschaftlicher Weise mit Fachproblemen befassen, sondern sich in den Dienst der wirtschaftspolitischen Propaganda stellen.
3. Daseinsfürsorge für die Bevölkerung: Das deutsche Volk sollte nach den Vorstellungen der nationalsozialistischen Führung umfassend „umhegt, betreut und umsorgt“ werden, so Robert Ley auf einer Tagung von Gauwirtschaftsberatern 1941.[29] Hierzu sollten Funktionäre wie die Gauwirtschaftsberater aufkommende Schwierigkeiten bei der Versorgung oder auf dem Arbeitsmarkt erkennen, in ihren Monatsberichten melden und in Eigeninitiative Abhilfe schaffen.
4. Kontrolle von Gesinnung und Verhalten der Bevölkerung: Der Gauwirtschaftsapparat erstellte Beurteilungen einzelner Personen, soweit sie in der mittelständischen Wirtschaft tätig waren. Je nach Beurteilung konnten die Stellungnahmen Beförderung, Belohnung, Benachteiligung, Ausschaltung oder Bestrafung für die betroffenen Menschen zur Folge haben.[30]
5. Gleichschaltung der Wirtschaft: Im Zuge der „Machtergreifung“ 1933 griffen die bislang nur parteiintern und als Propagandisten tätige Gauwirtschaftsberater erstmals massiv in die Wirtschaftsstruktur Deutschlands ein. So waren sie vielerorts die entscheidenden Akteure bei der personellen Neubesetzung der Arbeitgeberorganisationen wie Handwerks- und Handelskammern – teils durch unmittelbare Gewaltandrohung gegen die Amtsinhaber und teils indem sie selbst diese Funktionen übernahmen.[31]
6. Wirtschaftssteuerung: Im Verlauf des „Dritten Reiches“ wurden die Gauwirtschaftsberater durch Gesetze, Erlasse und Anweisungen an zahlreichen Entscheidungen von Wirtschaftspolitik und -verwaltung beteiligt. Dazu zählten die Zuweisung von Devisen, Krediten und öffentlichen Aufträgen, Preisüberwachung, Gewinnabschöpfung, Aufrüstung, Rohstofferschließung und Arbeitskräftelenkung. Besonders einflussreich waren sie als ausstellende Organe für die Bescheinigung der politischen Zuverlässigkeit, ohne die Unternehmen keine öffentlichen Aufträge erhielten.[32]

Vor dem Hintergrund der Autarkiebestrebungen und der Aufrüstung der Wehrmacht übernahmen die Gauwirtschaftsberater im Rahmen des Vierjahresplans ab Herbst 1936 Aufgaben bei der Suche nach Bodenschätzen. Im Gau Westfalen-Süd wurde ein Netz ehrenamtlicher „Erzsachbearbeiter“ organisiert, das Fundstellen überprüfte und die Ergebnisse an die zuständigen Ämter weiterleitete. Reichsweit koordiniert wurden die Arbeiten vom „Büro Keppler“ unter Wilhelm Keppler, der seit November 1934 mit der Erschließung deutscher Rohstoffvorkommen beschäftigt war.
Bereits in den Jahren vor 1939 war der Gauwirtschaftsapparat im Zeichen zunehmenden Arbeitskräftemangels an der Bereitstellung von Arbeitskräften für die Rüstungsindustrie beteiligt. Im Zweiten Weltkrieg wurden zwischen 1940 und 1943 jährliche Aktionen zur Mobilisierung von Arbeitskräften durchgeführt. Dabei wurden Betriebe und Verwaltungen überprüft und teilweise zur Stilllegung vorgeschlagen, da sie nicht kriegsnotwendig erschienen, oder die „Auskämmung“ von Belegschaften empfohlen. Auch wurde überprüft, wie Frauen und nicht in Arbeit Stehende insbesondere in der Rüstungswirtschaft beschäftigt werden könnten.
Nachdem Martin Bormann 1941 direkten Zugriff auf die Gauwirtschaftsberater erhalten hatte, versuchte er sie enger an die NSDAP zu binden und zur Durchsetzung wieder stärker nationalrevolutionär gefärbter Ziele einzusetzen. So sollte ein Bankenausschuss der Gauwirtschaftsberater gegen private Großbanken vorgehen. Zudem ließ er regionale Gauwirtschaftskammern gründen. Von 1943 an wurde den Gauwirtschaftsberatern die Besetzung von Posten in Aufsichtsräten untersagt, was aber nicht konsequent durchgesetzt wurde.
Ähnlich wie an anderen Stellen in der oft unklaren und polyzentrischen Verwaltung des „Dritten Reiches“ waren Macht und Handlungsmöglichkeiten der Gauwirtschaftsberater sowie deren Ausschöpfung erheblich von dem jeweils persönlichen Beziehungsgeflecht, Interessen und Ambitionen der einzelnen Amtsinhaber sowie von der Struktur und Bedeutung der Wirtschaft in ihrem jeweiligen Einflussrahmen abhängig. Allgemeingültige Aussagen über die Amtsführung der einzelnen Personen sind daher nur begrenzt zu fassen.

### Gauwirtschaftsberater und Arisierung
An der – im nationalsozialistischen Sprachgebrauch „Arisierung“ genannten – schrittweisen Enteignung der Juden waren die Gauwirtschaftsberater durch die Ausschaltung von Juden aus der mittelständischen Wirtschaft beteiligt. Dies geschah durch Verhinderung der Werbung für jüdische Betriebe und andere Schikanen. So wurden jüdische Betriebe auf Veranlassung des Gauwirtschaftsapparats unter einem Vorwand von der Steuerfahndung, der Aufsichts- und Preisbehörde oder der Gestapo durchsucht, um sich Einblick in die Geschäftsbeziehungen zu verschaffen. Die jüdischen Unternehmer, aber auch ihre Kunden und Lieferanten wurden dann unter Druck gesetzt. Der Gauwirtschaftsapparat „prüfte“ „Arisierungsverträge“; unter anderem wurde die fachliche und politische Eignung des Interessenten, dessen Finanzierung, die geplante Kündigung von jüdischem Personal oder die Kappung von Geschäftsbeziehungen zu anderen jüdischen Unternehmen untersucht. Kaufinteressenten, die den Gauleitungen nicht genehm waren, wurden abgewiesen, Kaufpreise willkürlich nach unten gesetzt und zumindest in einigen Gauen, wo – wie Franken oder Württemberg-Hohenzollern – besonders korrupte Verhältnisse herrschten, wurde den „arischen“ Käufern Zahlungen an die Gauleiter oder einzelne NSDAP-Funktionäre zur Auflage gemacht. Die Feststellung des Gauwirtschaftsapparats, dass der „arisierte“ Betrieb nun mehr „judenfrei“ sei, war für den neuen Eigentümer Voraussetzung, um in Zeitungen Inserate schalten zu können. Die Enteignung der Juden wurde unmittelbar nach den Novemberpogromen 1938 durch die Verordnung zur Ausschaltung der Juden aus dem deutschen Wirtschaftsleben legalisiert.
Da insbesondere bei der „Arisierung“ auch die Kammern beteiligt waren, etwa indem sie die Kaufverträge und damit auch die Verkaufspreise zu genehmigen hatten, ergaben sich Konstellationen, in denen ein und dieselbe Person die „Arisierung“ als GWP einleitete und dann anschließend etwa als Präsident der IHK genehmigte. Dabei wurde unter anderem das Ziel verfolgt, Kaufinteressenten aus dem jeweiligen Kammerbezirk zu bevorzugen. So sorgte der Gauwirtschaftsberater im Gau Kurhessen und Präsident der IHK Kassel-Mühlhausen, Rudolf Braun unter tatkräftiger Mithilfe seines IHK-Syndikus für den Zwangsverkauf der für die Rüstungsindustrie wichtigen Textilindustrie-Betriebe Baumann & Lederer sowie Fröhlich & Wolf an das in Kassel ansässige Maschinenbauunternehmen Henschel & Sohn. Auswärtige Interessenten, die höhere Kaufpreise boten, wurden ausgebootet. Die Eigner der Firma Baumann & Lederer wurden durch Erpressung zu „Verkaufsverhandlungen“ gezwungen, nachdem man ihnen mit der Einweisung ins KZ gedroht hatte. In anderen Fällen führten unterschiedliche Interessen zwischen Kammerpräsidium und Gauwirtschaftsberater im Rahmen der Arisierung zu polykratischen Konflikten.
Oskar Hinterleitner, (Gauwirtschaftsberater Gau Oberösterreich und Präsident der IHK Linz) betrieb seine „Arisierungen“, von denen er anschließend persönlich profitierte, in enger Abstimmung mit seinem Gauleiter August Eigruber, während der badische Gauwirtschaftsberater Clemens Kentrup mit der Genehmigung des zuständigen Präsidenten der IHK Freiburg im Breisgau, Emil Tscheulin, persönlich Eigentümer eines „arisierten“ Betriebs wurde. Kentrup war hauptberuflich Direktor des Aluminiumwerks Tscheulin in Teningen, und dessen Eigentümer, Emil Tscheulin, finanzierte den Kauf des jüdischen Betriebes in Lahr vermutlich. Kentrup war im Übrigen mit einer Tochter von Tscheulin verheiratet. Der Fall ist ein Beispiel für die Verquickung von Parteifunktionären und Kammerpräsidenten, wobei hier noch offensichtlicher Nepotismus eine Rolle spielte.
Der Gauwirtschaftsberater im Gau Salzburg, der gleichzeitig Präsident der IHK Salzburg war, wehrte dagegen zugunsten der „arischen“ Salzburger Kaufmannschaft die Übernahme eines jüdischen Kaufhauses durch den SS-Gruppenführers und „Arisierungsinvestor“ aus Hamburg-Altona, Curt Wittje, ab. Er sorgte so für die Liquidierung des Handelshauses und damit für die Beseitigung einer unliebsamen Konkurrenz für die „heimischen“ Betriebe.

### Gauwirtschaftsberater und Kammern
Innerhalb der polykratischen Machtstrukturen in der Zeit des Nationalsozialismus überschnitt sich der Aufgabenbereich der Gauwirtschaftsberater mit denen anderen Organisationen und Dienststellen aus Staat, Partei und Wirtschaft, so unter anderem auch mit dem der Kammern als berufsständische Körperschaft.
Ressortkonflikte entstanden, wenn andere Dienststellen sich in den von den Gauwirtschaftsberatern beanspruchten Aufgabenbereich einmischten, oder, wenn den Gauwirtschaftsberatern das ihrer Meinung nach bestehende Mitwirkungsrecht versagt wurde. Derartige Konflikte wurden auf Gauebene in der Regel durch den Gauleiter entschieden, auf Reichsebene durch einen „Führerentscheid“ Hitlers.
In bestimmten Fällen gab es aber aufgrund der speziellen Situation eines Gaues Absprachen zwischen Gauleiter und Verwaltungsinstanzen wie etwa in Baden, wo der Gau mit dem Land zusammenfiel und anders als etwa in Bayern, der Ministerpräsident nur einem Gauleiter gegenüberstand. So hatte der badische Ministerpräsident Walter Köhler, der gleichzeitig Finanz- und Wirtschaftsminister war, die wirtschaftspolitischen Kompetenzen in Baden maßgeblich beeinflusst und dabei dem Gauwirtschaftsberater Clemens Kentrup, einem Günstling des badischen Gauleiters und Reichsstatthalters Robert Wagner, den Zugriff auf die Kammern entzogen, indem er 1936 selbst das Amt des Präsidenten einer neu geschaffenen Wirtschaftskammer Baden übernahm.
In Hamburg versuchten die Kammern mit einigem Erfolg, sich von den Gauwirtschaftsberatern abzugrenzen. Die drei zwischen 1933 und 1945 amtierenden Gauwirtschaftsberater waren bei ihrer Berufung zwischen 25 und 27 Jahre alt und galten in den hanseatischen Kaufmannskreisen als inkompetent und überheblich. Entsprechend versuchten die Kammern im Einklang mit der staatlichen Wirtschaftsverwaltung den Einfluss der Gauwirtschaftsberater etwa auf Fragen der Industrieansiedlung oder Arbeitsbeschaffung möglichst auszuschalten. Lediglich auf dem Gebiet der „Entjudung der Wirtschaft“ und der „Arisierungen“ überließen die alt eingesessenen Kammern den Gauwirtschaftsberatern bereitwillig eine dominierende Rolle. So hatte sich die Hamburger Handelskammer schon bei der Erfassung jüdischer Betriebe sehr zurückgehalten und verwies noch 1938 „arische“ Bewerber mit Interesse an jüdischen Betrieben an den Gauwirtschaftsberater, da sie als Kammer mit solchen Fragen „nichts zu tun“ habe. Unter anderem umgingen die hanseatische Kammer damit auch das heikle Problem der „Arisierung“ von Betrieben, die teilweise über hundert Jahre Kammermitglieder waren.